# 原腸胚
原腸胚（げんちょうはい、英: Gastrula）は、動物の発生の段階の一つの名である。胞胚の後にあたり、脊索動物ではこれに続く段階は神経胚である。原腸が形成される段階にあたり、胚葉の分化が見られるなど、発生の上で特に重要な時期の一つである。

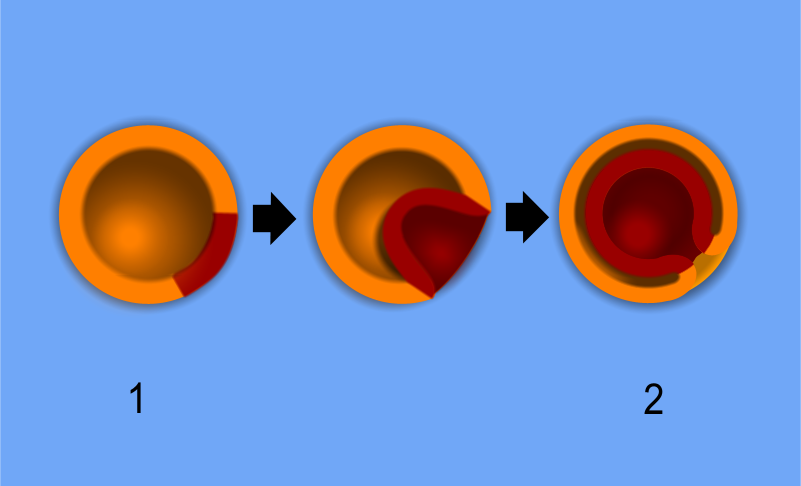
二胚葉動物の原腸陥入：（1）胞胚から（2）原腸胚の形成。外胚葉細胞（オレンジ）の一部は内側に移動して内胚葉（赤）を形成する。

## 概説
動物の発生では、まず卵割の進行によって卵割腔が形成され、胞胚期となる。その後、胞胚における細胞層の一部が卵割腔の内部に入り込む形で新たな袋状の構造が形成され、これが原腸となり、それによって生じる口が原口である。そのような変化が起きる間の時期を原腸胚期(Gastrula)と呼んでいる。嚢胚（のうはい）とも呼ばれる。
原腸胚に続く段階として、脊索動物では神経胚期があるが、それ以外の動物では、このような発生の段階としての一般的な名を与えられたものはなく、普通は幼生の名を与えられている。つまり、後生動物はこの時期までの発生をほぼ共有している。なお、ウニの場合、原腸胚期はプリズム幼生とも呼ばれる。
原腸胚期は、発生の段階ではきわめて大きな転機となっている。発生はこの段階まではそれぞれの細胞がそのままの位置で分裂するだけであったが、この時期からは細胞間での移動が激しくなり、胚は単純な細胞の集合体から一転して構造を持つに至り、その結果として体軸がほぼ決定する。特に重要なのは原腸の形成、および胚葉の分化である。また真体腔動物では体腔の分化もほぼこの時期である。

## 具体的な過程
ウニの場合、胞胚期に孵化が行われるので、原腸胚の時期は遊泳する幼生の段階となる。ただし外見的にはやや三角っぽくなる程度で、特別に目立った形は取らない。
動きはまず、植物極側で始まる。そのほぼ中央にあたる部分の細胞が卵割腔に潜り込むように入り込み、その周辺の細胞もそれについて入り込み、卵割腔の内部に袋を作る。ちょうどソフトテニスのボールを指先で押して、その壁を内部に押し込んだような形である。このとき指の入っているところ、およびその周りのゴム層が原腸、指のつっこまれているところが原口である。
これと前後して外側の細胞層から若干の細胞が卵割腔内に入り込み、小さな集団を作る。これは間充織と呼ばれ、次第に骨片を作り始める。また、原腸の側面からは左右1対の隆起が卵割腔内に向かって生じ、これはその基部で切り離され、後に真体腔の主要な部分に発達する。

## 原腸形成の様々
ウニにおける原腸胚の形成は、この時期の一つの典型とされ、またわかりやすいものであるが、実際には様々な動物群でかなり異なった型が見られる。

### 陥入のあり方
陥入による原腸の形成では、植物極側の細胞層の潜り込みと動物極側の細胞層による覆い被せが起こっている。その様子は様々である。
潜り込みを中心とする型
ウニのようなものでは植物極側の細胞層の潜り込みが明瞭である。
覆い被せを中心とする型
特に卵黄が多い卵では、それが植物極側に集まるから、そちらが動けない状態になりがちである。たとえば軟体動物腹足類の一部では動物極側の細胞が植物極側の細胞層を巻き込むような形で外側を下に進み、それによって細胞群はおおよそ二層となる。ただし原腸はわずかなくぼみ程度にしかならない。
この両方が見られるのが脊索動物のパターンの基本である。ナメクジウオではやや植物極側の細胞が大きい程度であるが、原口は植物極側下端ではなく、やや横に近い位置から始まり、原腸の壁は下側は植物極側の細胞層で、上側はやや動物極側の細胞層から形成され、原腸の軸はほぼ成体の体軸にあたる。両生類ではさらに卵黄の量が多いので、動物極側の細胞による覆い被せ運動がより顕著だが、その型は基本的にナメクジウオのそれと同じと見てよい。
中には全く陥入運動を伴わずに原腸が形成される例もある。およそ次の二つの形がある。
内殖法
胚の外側の細胞層から卵割腔の中に細胞が侵入して次第に増殖して内部に満ち、その後にこれが一層の細胞層からなる袋状となり、その内部に隙間を生じてこれが原腸となる。原口は後から開く。細胞の侵入は植物極側一カ所からに限定される例やあちこちから入り込む例などがある。甲殻類やクマムシ類、刺胞動物の一部に知られる。
葉裂法
胞胚の状態から、表面の細胞層が外側と内側に分かれるように分裂し、一気に内外二層の細胞層となる。この場合、卵割腔がそのまま原腸となる。原口はやはりその後で開く。刺胞動物の一部で知られる。

### 原腸が形成されない場合
原腸がはっきりと形成されない例もある。刺胞動物の一部では、卵割を通じてその内側に空洞が生じない例があり、これを中実胞胚という。それが内外の細胞に分かれる形で複数層の細胞層を持つに至ると、内部に原腸の構造を持たないものができあがる。後にその内部の細胞分裂によって、改めて原腸が形成される。
元来は原腸が存在したのであろうが、変形によって見えなくなったとおぼしき例もある。脊椎動物の羊膜類がそれである。
- 鳥類の場合、非常に卵黄が多いため、その卵割は動物極側のごく一部でのみ行われる、いわゆる盤割であり、卵黄の上に円盤状の細胞群が乗った形で発達する。原腸の陥入はその円盤の一端から周囲の細胞群が表面の細胞層の下に潜り込む形で行われる。この時、侵入した細胞層は平面的で、袋の形を取らない。この部分は中胚葉となり、この細胞層の下、卵黄の表面に散在する細胞群が内胚葉となる。
- ほ乳類ではさらにここから変化した形が見られる。卵は卵割が進むと中空となり、これを胞胚と言うが、実際にその後の発生で外胚葉となるのはその内側の片方に集まった細胞層である。この部分から内部の空洞の中で細胞の移動が生じてここに新たに内部に空洞を持つ細胞層が作られると、これが内胚葉となる。これは鳥類の卵黄嚢にあたり、卵黄がなくなったために変形した形である。原腸は区別できない。ほ乳類の発生は脊椎動物の発生の基本形から極端に変わっており、比較が難しい。これはは虫類段階での胚膜の形成と卵嚢の増加による変形を経て、さらに胎生になったことで卵黄が激減すると同時に胚膜の形成が前倒しされたことが大きな原因になっている。

## 原腸形成に関する運動
原腸の形成では細胞群の大きな移動が起きるため、様々な細胞の運動が起きている。
ウニの場合、原腸陥入の最先端にあたる植物極側の細胞卵割腔内に入り込んで、そこに間充織を形成する。原腸陥入前にも間充織ができるが、これらを区別するために最初のものを第一次間充織、原腸の先端から生じるものを第二次間充織と言うが、これが盛んに変形し、糸状の仮足を出していることが古くから知られてきた。この仮足は原腸の先端に面する外胚葉の内面まで届き、これを引き込むように働くとされる。ただし原腸の陥入に関してこれが主な力になっているわけではなく、原腸壁自体の変形運動も大きく関与するらしい。
両生類の場合、原腸陥入の際に最初に動き始める原口背唇部の細胞がまず内部に潜り込み、その際に内側でふくらみ、外に向けて細くなるびん型になることが知られており、これをびん形細胞という。びん形細胞は陥入してゆく原腸の先端にあって、これが原腸形成運動の主力となっているとされる。

## 胚葉の分化
原腸胚期は原腸の形成と同時、あるいはその後に胚葉が分化する。基本的には、原腸の壁が内胚葉、外側に残った細胞層が外胚葉となるから、この二つの分化が最低限は起こっている。この両者の間に発達するのが中胚葉であるが、その生じ方は様々である。
大まかに言って、それ以外の細胞層から卵割腔内に遊離した細胞が成長増殖して形成される場合と、原腸の壁の一部が区分されて卵割腔内で発達する場合がある。それらが真体腔を形成する場合、前者を裂体腔、後者を腸体腔といい、それぞれ前口動物と後口動物に見られるもの、との判断もあったが、実際にはかなり錯綜している。前者の典型は環形動物に見られ、そこでは原腸の陥入の際に二個の大きな細胞が出現し、これが中胚葉を形成するもとになる。この細胞を端細胞という。後者の例ではウニでは原腸の一部が卵割腔内に入り込んで区切れ、これは水管系などに発達するので、いわゆる腸体腔であるが、間充織の名で呼ばれる部分は個々に卵割腔内に入り込んだ細胞に由来し、これは骨格などを形成する。

## 系統論との関係
原腸胚は、その構造として外胚葉と内胚葉を中心として形作られ、消化管の源基としての原腸は原口というただ一つの出入り口だけを持つ。これを刺胞動物の体制に相当すると見たのがヘッケルによる動物の系統論である。つまり、動物の進化の初期に、まず中空で外側に繊毛を持つ細胞層が並んだのが多細胞動物のはじめであり、その細胞群の一部が内部に潜り込んで消化管のもとを作ったのが後生動物の進化の最初であったとするのである。
それ以外の動物群では消化管が通り抜けになるから、これは原口の反対側に新たな開口ができることになるが、それが口になるか肛門になるかは群によって異なるため、この二つが大きな別個の系統を形成する、とする。
ただし異論は多い。何しろ証拠の少ない分野の論議なので諸説あるのは当然であるが、発生の面からは中実胞胚の例が問題となる。ハッジはこれをヘッケルへの反論の理由の一つにあげ、まず中実な多細胞動物が生まれたと説いた。彼の説は常に主流とならず、ヘッケルの説が支持されてきたが、ヘッケル支持層からもむしろ中実胞胚にあたる動物を出発点に考えるべきとの修正案が何度か提出されている。
そのあたりの当否には議論も多いが、少なくとも後生動物全般において、発生の過程においておおむね原腸胚までを共有している。

## 分化との関係
原腸胚期の終わりには、個々の細胞は特に分化した姿にはなっていないが、すでに分化の方向は決定していることが知られている。ハンス・シュペーマンはイモリの原腸胚初期と後期に胚の予定表皮域と余地神経域の間で交換移植実験を行い、初期には移植先にあわせて分化するのに対して、後期では移植元の予定運命にあわせて分化が起こることを見いだし、この間に分化の方向が決定づけられることを示した。彼はこれが原口背唇部の誘導によることを明らかにした。
なお、中胚葉そのものも誘導によって分化することが知られており、これは中胚葉誘導と呼ばれる。両生類の場合、これは植物極側の細胞によって動物極側が誘導を受け、その時期は原腸胚以前の胞胚期であるらしい。

## それ以降の変化
上記のように、脊索動物においては、この時期の後に神経管が背面から入り込む変化が大きく、この時期を神経胚と呼んでいる。それ以外の動物ではこのような一般的な名称を与えられている段階はなく、それぞれの群で独特の幼生期に突入する。つまり、多くの群に共通するような普遍的な形はなく、個々の群においてその体の構造が完成してゆく。その意味では神経胚にしても脊索動物の中での一般的な形にすぎない。そこで生じる変化にしても、背面側の外胚葉がその位置で潜り込むだけであり、原腸胚期のような胚の内部構造が全面的に書き換わるような変化は起こらず、それぞれの部分において、具体的な各器官が形を明らかにし、次第に完成に向かうような変化であり、それらは形態形成、器官形成と呼ばれる。なお、無脊椎動物にも神経胚の語を当てる例もある。当然ながら構造は全く異なる。